# Bukit Kasih
Koordinaten: 1° 9′ 50,3″ N, 124° 45′ 57″ O

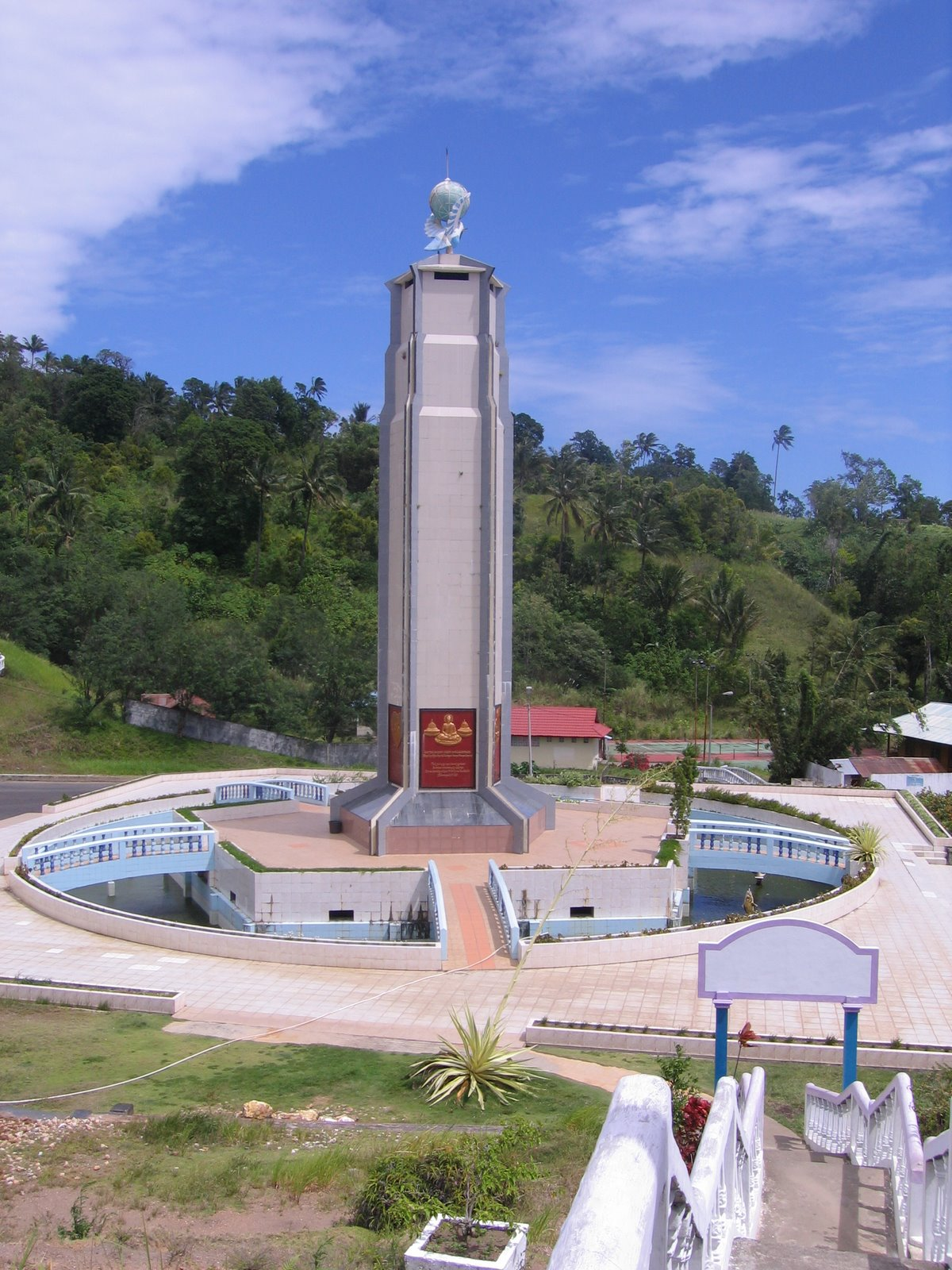
Bukit Kasih

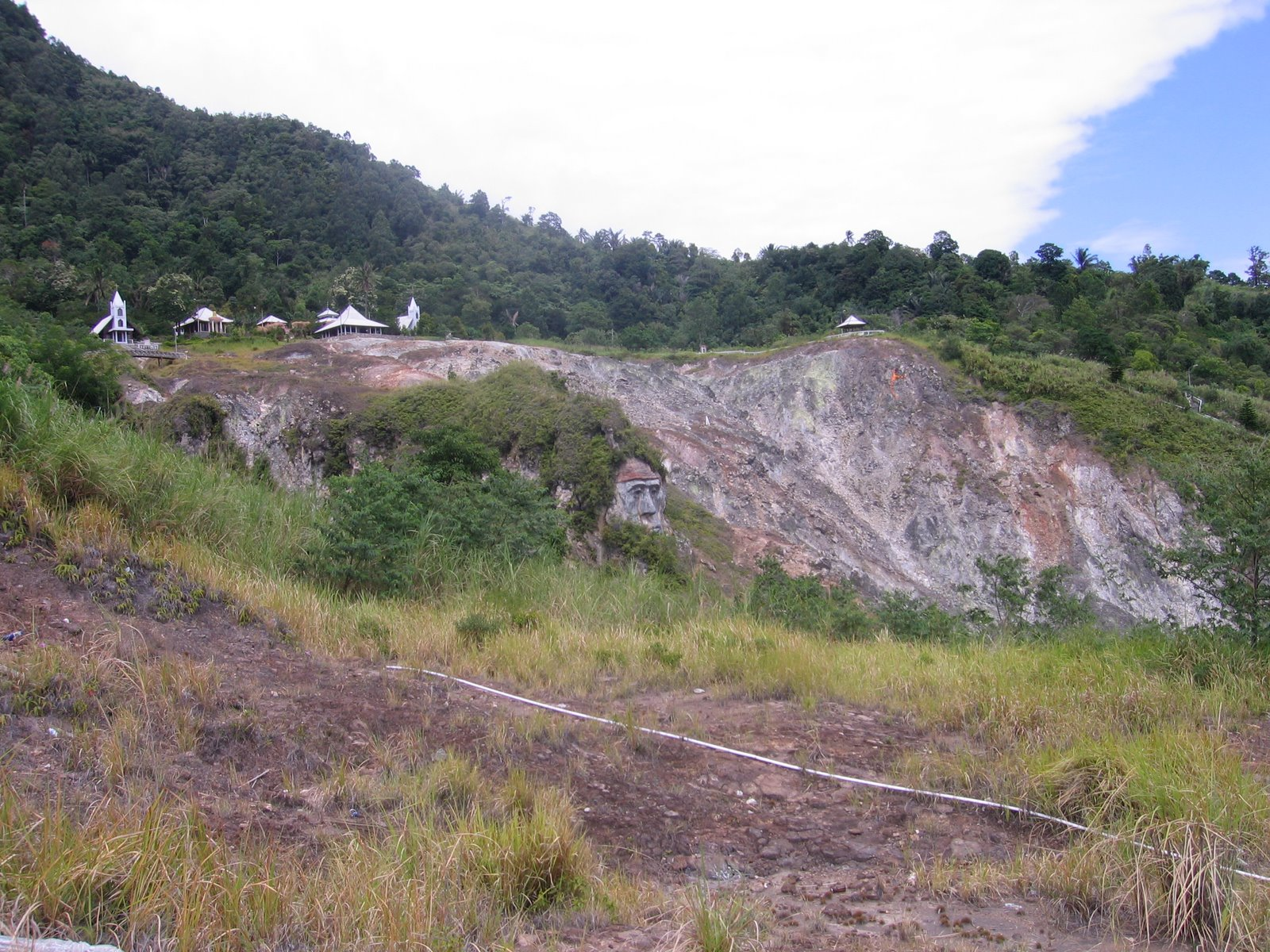
Gotteshäuser und Gesichtsstatuen der Ahnen der Minahasa

Bukit Kasih (in Bahasa Indonesia „Hügel der Liebe“) ist eine Gebetsstätte für alle Religionen Indonesiens.
Bukit Kasih wurde 2002 in Kanonang-Kawangkoan ca. 50 km südlich von Manado, Sulawesi, Indonesien errichtet. Auf dem ersten Hügel steht ein 53 Meter hohes weißes Kreuz. Auf den ersten wie den zweiten Hügel führt ein Weg mit zahlreichen Stufen. Oben auf dem zweiten Hügel befinden sich Statuen mit den Gesichtern von Toar and Lumimuut (Personen, die als Urahnen der Minahasa angesehen werden und nach überlieferter Vorstellung ihren Platz haben sollen) und fünf Gotteshäuser für die Religionen Indonesiens (Katholizismus, Protestantismus, Islam, Hinduismus, Buddhismus).